# Szklarska Poręba Górna

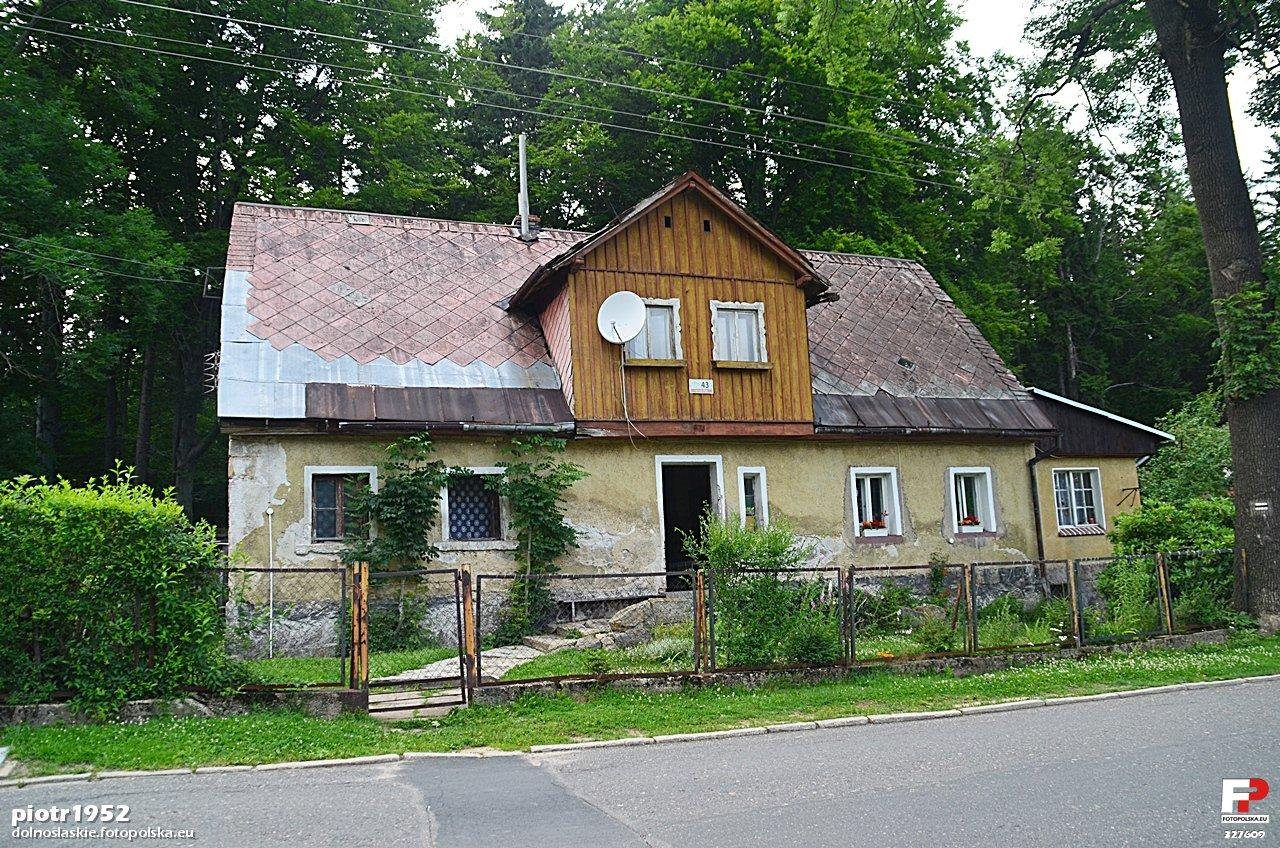
Szklarska Poręba Górna, ulica 1 Maja

 Szklarska Poręba Górna (niem. Ober-Schreiberhau) – część miasta Szklarska Poręba w Polsce położona w województwie dolnośląskim, w powiecie karkonoskim.
Najbardziej rozległa część miasta z dzielnicami (dawne wsie lub osiedla): Śródmieście, Marysin, Szklarka, Biała Dolina, rozrzuconymi na różnych wysokościach od graniczącej ze Szklarską Porębą Dolną, Szklarką po najwyżej położoną na Przełęczy Szklarskiej w pobliżu byłego przejścia granicznego do Czech kolonią Jakuszyce, niem. Jakobsthal). Miejscowości wchodzące obecnie w skład Szklarskiej Poręby zostały włączone do Polski w 1945 r, początkowo jako osady i wsie a ludność zamieszkującą te tereny wysiedlono do Niemiec. W latach 1945–54 siedziba wiejskiej gminy Szklarska Poręba. Szklarska Poręba otrzymała prawa miejskie w 1959.
W latach 1975–1998 miejscowość administracyjnie należała do województwa jeleniogórskiego.

## Położenie
Położona w dolinie rzeki Kamiennej i jej dopływów (Kamieńczyka Złotego Potoku i Bednarza.
na wys. 520–886 m n.p.m., od południa na północnych stokach Karkonoszy z dominującą nad miastem Szrenicą (1362 m n.p.m.), od północy na południowych stokach Gór Izerskich z Wysokim Kamieniem (1058 m n.p.m.) i Czarną Górą (965 m n.p.m.), zaś od wschodu wzniesienia Pogórza Karkonoskiego oddzielają miasto od Kotliny Jeleniogórskiej.

## Historia
Na wieść o bogactwach naturalnych w XIII wieku w posiadanie ziem, na których położona jest obecna Szklarska Poręba Górna wszedł zakon Joannitów z Cieplic.
Do powstania Szklarskiej Poręby przyczyniły się ekspansywne poszukiwania kamieni szlachetnych i kruszców oraz rozwój hutnictwa szkła, który wiązał się z intensywnym wyrębem lasów. Za potrzebnym do wytopu szkła drewnem huty sukcesywnie przenosiły się wzdłuż dolin potoków w głąb gór, a wraz z nimi powstawały osady hutników, drwali i kurzaków, a na porębach osady pasterskie, które dały początek obecnej części miasta. Huty szkła powstawały w latach – 1575 r. nad Czeską Strugą, w 1617 r. w Białej Dolinie, w 1754 r. w osadzie Orle. W 1842 r. w dolinie rzeki Kamiennej powstała huta szkła pierwotnie o nazwie „Josephine”, po 1958 r. o nazwie „Julia”, mającą również swoje oddziały w Sobieszowie i Piechowicach. W roku 2000 huta szkła w Szklarskiej Porębie została zamknięta, a tradycję i znak towarowy „Julia” przejął obecnie zakład w Piechowicach. Przez kilkaset lat hutnictwo szkła było wiodąca dziedziną tutejszej gospodarki. Duży wpływ na historię miało przybycie w 1578 r. grupy czeskich protestantów – emigrantów religijnych, którym na osadnictwo po północnej stronie gór na śląskiej ziemi zezwolił znany z tolerancji religijnej hrabia Schaffgotsch. Czescy emigranci religijni założyli u podnóża Szrenicy osadę Marysin. Z grupy czeskich emigrantów szczególnie chwalebnie zapisali się historii regionu laboranci, znawcy medycyny naturalnej, produkujący słynne ziołowe specyfiki. Na przestrzeni XVII-XVIII w powstawały kolejne osiedla i osady tworząc na początku XIX w. wsie sudeckie. Głównym źródłem dochodu miejscowej ludności była praca w lesie (drwale i kurzacy), wytop szkła (hutnicy) oraz uprawa ziemi i pasterstwo. Budy pasterskie na wysokogórskich halach dały początek dzisiejszym schroniskom górskim. Do czasów przedwojennych istniało tutaj kilka niezależnych osad, które obecnie są osiedlami Szklarskiej Poręby. Obecnie Szklarska Poręba Górna stanowi centrum Szklarskiej Poręby. Składa się ona z kilku osiedli o różnych nazwach.
Poza posterunkiem policji, szkołami, przystankiem autobusowym i urzędem miejskim znajduje się tutaj setki pensjonatów, liczne restauracje i puby. Swą nazwę zawdzięcza stacji kolejowej Szklarska Poręba Górna.

## Klimat
Warunki klimatyczne okolicy porównywalne są do walorów miejscowości alpejskich. Częste wiatry oraz ukształtowanie terenu doprowadzają do bardzo szybkiej wymiany mas powietrza. Specyficzny mikroklimat tworzą torfowiska Gór Izerskich.Średnie ciśnienie atmosferyczne wynosi 940,4 hPa. Najwyższą średnią miesięczną (z lat 1891-1930) charakteryzuje się wrzesień 943,2 hPa, najniższą marzec 937,6 hPa. Frekwencja cisz (dni bezwietrznych) wynosi 12,8%. 60% wszystkich wiatrów jest wywołane zjawiskami fenowymi. Średnio, przez 4 dni w roku (na przełomie jesieni i zimy) występują silne wiatry o prędkości przekraczającej 15 m/s. Średnia temperatura roczna z lat 1931-1970 wyniosła +5,8 °C. Najcieplejszymi miesiącami są lipiec i sierpień ze średnimi temperaturami wynoszącymi, odpowiednio: +14,6 °C i +14,3 °C. Najzimniej jest w styczniu i lutym – średnie miesięczne wynoszą -2,9 °C i -2,4 °C. Średnia roczna suma opadów, odnotowana w latach 1891–1940, wyniosła 1158 mm (najbardziej deszczowe miesiące: 126 mm w lipcu i 117 mm w sierpniu; najmniej opadów: 69 mm w lutym i 79 mm w marcu). Średnia wilgotność względna powietrza z lat 1894-1904 wyniosła 81%. Najmniej wilgotnym miesiącem jest maj (75%), natomiast najbardziej wilgotnym grudzień (86%).

## Sport
Przed II wojną światową istniał tor bobslejowy w Szklarskiej Porębie. Został wybudowany w latach 1925-1926 na północnym stoku góry Przedział. Długość toru wynosiła 2100 m. Uroczyste otwarcie toru miało miejsce na Boże Narodzenie 1925 r. W 1932 r. na torze rozegrane zostały mistrzostwa świata w bobslejowych dwójkach.

## Piesze szlaki turystyczne
Przez Szklarską Porębę Górną przechodzą szlaki turystyczne:
- Główny Szlak Sudecki: Świeradów-Zdrój – … – Rozdroże pod Zwaliskiem – Wysoki Kamień – Szklarska Poręba Górna – Schronisko „Kamieńczyk” – Hala Szrenicka (schronisko PTTK) – trawers Szrenicy – Łabski Szczyt – Śmielec – Czeskie Kamienie – Śląskie Kamienie – Przełęcz Karkonoska (schronisko PTTK „Odrodzenie”) – … – Prudnik
- Szklarska Poręba Górna – Kukułcze Skały – Schronisko PTTK „Pod Łabskim Szczytem” – Czarcia Ambona (Śnieżne Kotły) – Labská bouda (CZ)
- wokół Szklarskiej Poręby: dolna stacja wyciągu krzesełkowego na Szrenicę - Szklarska Poręba Górna – Muzeum Energetyki – Schronisko PTTK „Kochanówka” – Szklarska Poręba Dolna PKP - Biała Dolina - stacja wyciągu na Szrenicę